# Clásico de la Zona Norte
El Clásico de la Zona Norte es la denominación de un partido de fútbol que enfrenta a dos equipos históricos de la Zona Norte del Gran Buenos Aires: Club Atlético Platense y Club Atlético Tigre.

## Historia

### Rivalidad
El grueso de hinchas de Platense se ubica en los barrios del norte de la ciudad de Buenos Aires, como Saavedra, Villa Urquiza, Coghlan y Núñez; y en barrios o localidades de la zona norte del área metropolitana como Florida, Vicente López, Villa Martelli y Florida Oeste. Por otra parte, la mayoría de los hinchas de Tigre habita en las localidades de San Fernando, Benavídez, Rincón de Milberg, Pacheco, Tigre, Béccar, Don Torcuato, Pilar, Escobar y San Isidro, todas ubicadas en la zona norte del Gran Buenos Aires. Esta cercanía geográfica es una de las causa principales de la gran rivalidad.

### Historia
En 1915 se jugó el primer partido oficial entre ambos, con triunfo de Platense por 3-1.
El 23 de abril de 1916 jugaron por segunda vez. Fue en el famoso estadio de Tigre de Rincón de Milberg y allí se produjo el primer enfrentamiento violento entre las hinchadas. La gente de Platense fue atacada por la de Tigre cuando intentaban cruzar el puente del río Reconquista. Allí nació una mutua enemistad que nunca cesó. 
En 1925, en cancha de Tigre, hubo serios incidentes y el partido debió ser suspendido. Igualaron 0 a 0. En 1932, pasó algo parecido, hubo serios incidentes con los jugadores de Platense en el encuentro de Reserva, y los jugadores de Primera decidieron no presentarse a jugar. Y el 3 de noviembre de 2024, al término del partido jugado en cancha de Tigre, hubo serios disturbios entre los jugadores de ambos equipos en la zona de vestuarios.
En 1929 se produjo la mayor goleada entre ambos. Tigre ganó por 7-1, en cancha de Excursionistas.
Cuando Bernabé Ferreyra demostró su gran talento en Tigre (entre 1929 y 1931), la dirigencia de Platense no quiso ser menos y viajó hasta Rufino (Santa Fe), la ciudad natal de Bernabé, y contrató a su hermano Paulino, quien actuó sin éxito.

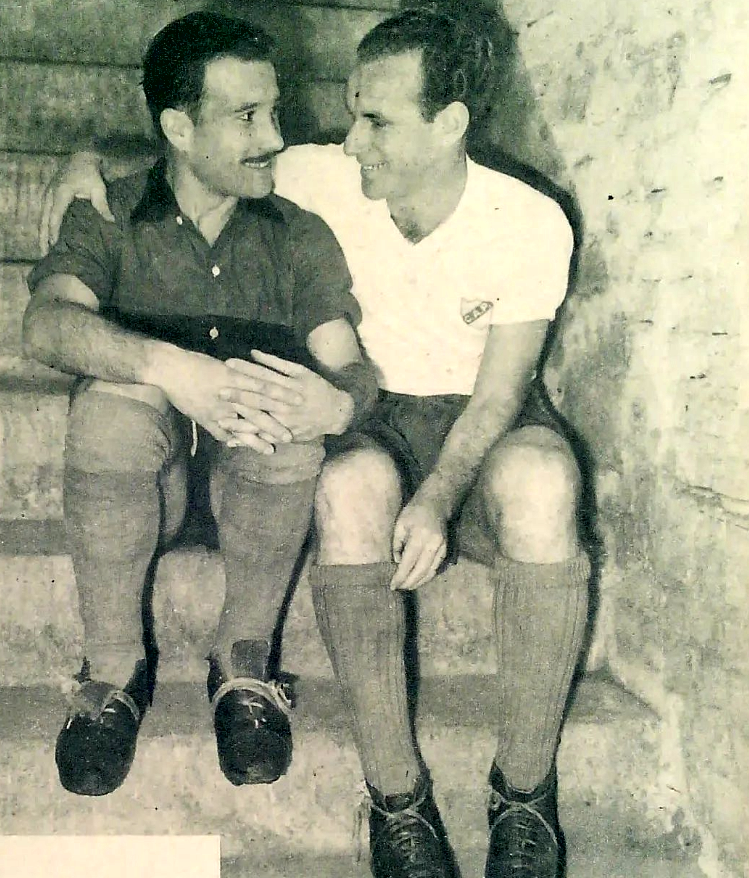
Rafael Arcos posa junto a Manuel Giúdice en la previa de un particular encuentro disputado en Victoria en 1948 en el que ambos equipos llegaban en los primeros puestos del torneo de Primera División.

En 1948 se enfrentaron en Victoria, a estadio repleto, por el Campeonato de Primera División, estando los dos punteros del certamen. 
En la década de 1960 hubo un juicio entre ambas instituciones, por una sospecha de coima en un partido.
Cuando Platense en 1971 dejó de jugar en su estadio ubicado en Nuñez, en muchas ocasiones sus dirigentes optaron por alquilar la cancha de Tigre para hacer de local. Como ambas instituciones estaban en la misma categoría, cada vez que se enfrentaban en Victoria se producían serios incidentes entre ambas hinchadas. Por este motivo los dirigentes de Platense decidieron alquilar el estadio de Atlanta. 
En 1976 ambos clubes pelearon el campeonato. Al enfrentarse en las últimas fechas en el estadio Don León Kolbowsky, fue el partido con mayor recaudación por muchos años en Primera B, con las tribunas totalmente colmadas.
Se volvieron a enfrentar en 1980 cuando Tigre retornó a Primera División. Fue el 9 de marzo, por la sexta fecha. El partido se disputó en el nuevo estadio de Florida, que Platense inauguró en 1979. El local ganó por 1-0, y al término del partido, la hinchada de Tigre rompió la reja que separaba a ambas parcialidades, produciéndose un enfrentamiento cuerpo a cuerpo. Luego, las escaramuzas continuaron fuera del estadio. Platense le hizo juicio a Tigre por las roturas que sus hinchas provocaron en los baños de su estadio.
A comienzos de la década de 1990, el club Platense compró un predio para prácticas deportivas en Benavídez, distrito de Tigre, que incluso llegó a ser alquilado por el club Tigre, quien lo dejó en pésimas condiciones finalizado el contrato, en esa ocasión Platense también le hizo un juicio a Tigre.
Volvieron a enfrentarse en 1999, tras 19 años, por haber estado en distintas categorías. De ahí en más, la policía declaró a este partido como de alto riesgo.
Pelearon a la par ambos torneos 
de la temporada de Primera B 2004-2005. En la penúltima fecha, Tigre le ganó a Platense por 2-0 en el estadio Ciudad de Vicente López, y se consagró campeón, con el plus de hacerlo ante su clásico rival.
En el primer torneo de la temporada 2006-07, se enfrentaron en el estadio José Dellagiovanna, ganando Platense, como visitante, por 3-0. Este partido fue cubierto por el programa televisivo Policías en Acción, donde un entrevistado destacó este encuentro por su semejanza desde lo pasional a un Boca-River. La revancha fue un empate en cero. Finalmente, ambos llegaron a la final del torneo reducido por un lugar en la promoción, y así jugar por el ascenso a la Primera División. El vencedor fue Tigre, con un global de 2-0, que terminó ganando el ascenso frente a Nueva Chicago.
El 19 de septiembre de 2015 se cumplieron 100 años del primer partido disputado entre ambos.
Tras 15 temporadas sin jugar entre ellos, y 42 años sin hacerlo en Primera División, se volvieron a enfrentar el 18 de marzo de 2022, durante la fecha de los clásicos, por la Copa de la Liga Profesional. Fue victoria de Tigre por 4-0.

## Tabla comparativa entre los equipos
- Actualizado al 17 de agosto de 2025.

| Observaciones                                |                                                                                              | |
| -------------------------------------------- | -------------------------------------------------------------------------------------------- | --- |
| Nombre completo                              | Club Atlético Platense                                                                       | Club Atlético Tigre |
| Fecha de fundación                           | 25 de mayo de 1905 (120 años)                                                                | 3 de agosto de 1902 (122 años) |
| Apodos                                       | Calamar Marrón                                                                               | Matador Azules del Norte |
| Socios                                       | 7.192                                                                                        | 19.295 |
| Estadio (capacidad)                          | Ciudad de Vicente López (32 300 espectadores)                                                | José Dellagiovanna (26 282 espectadores)                                                                                             |
| Estadísticas en Primera División             |                                                                                              | |
| Temporadas totales                           | 78 (15° posición)                                                                            | 59 (20° posición) |
| Primera participación                        | 1913 (Asociación Argentina de Football)                                                      | 1913 (Federación Argentina de Football)                                                                                              |
| Última participación                         | 2025 (Liga Profesional)                                                                      | 2025 (Liga Profesional) |
| Títulos nacionales                           | 1 (Apertura 2025)                                                                            | 1 (Copa Superliga 2019) |
| Subcampeonatos/finales                       | 4 (Campeonato 1916, Copa de Honor 1918, Copa Escobar 1943, Copa de la Liga Profesional 2023) | 6 (Copa Beccar Varela 1932, Apertura 2007, Apertura 2008, Clausura 2012, Trofeo de Campeones 2019, Copa de la Liga Profesional 2022) |
| Goleadores en Primera División               | 4 (Raúl Frutos, Carlos Bulla, Darío Scotto, Marcelo Espina)                                  | 3 (Denis Stracqualursi, Carlos Luna, Mateo Retegui)                                                                                  |
| Más goles convertidos en la historia         | Daniel Vega (86)                                                                             | Juan Marvezy (116) |
| Más partidos disputados en la historia       | Enrique Topini (324)                                                                         | Martín Galmarini (393) |
| Tabla histórica                              | 15º                                                                                          | 20º |
| Jugadores aportados a Selecciones Nacionales |                                                                                              | |
| Aportes totales                              | 20 fútbolistas                                                                               | 27 fútbolistas |
| Convocados a la Copa América                 | 5                                                                                            | 10 |
| Campeones con la Selección Argentina         | 3                                                                                            | 5 |
| Goleadores con la Selección Argentina        |                                                                                              | 1 (Juan Marvezy 1941) |
| Estadísticas en CONMEBOL                     |                                                                                              | |
| Participaciones internacionales              | 1                                                                                            | 6 |
| Ediciones Copa Libertadores                  | 1 (2026)                                                                                     | 2 (2013, 2020) |
| Ediciones Copa Sudamericana                  |                                                                                              | 4 (2009, 2012, 2015, 2023) |
| Mejor posición                               |                                                                                              | Finalista (Copa Sudamericana 2012)                                                                                                   |

## Historial y estadísticas

### Historial
| Primera División            | 62  | 25 | 20 | 17 |
| Segunda División            |     |    |    |    |
| Primera B                   | 25  | 9  | 7  | 9  |
| Primera Nacional            | 9   | 3  | 5  | 1  |
| Tercera División            |     |    |    |    |
| Primera B Metropolitana     | 7   | 3  | 2  | 2  |
| Copas Nacionales            |     |    |    |    |
| Copa de la Liga Profesional | 3   | 1  | 1  | 1  |
| Copa de Honor               | 3   | 1  | 0  | 2  |
| Copa Competencia            | 2   | 1  | 1  | 0  |
| Total                       | 111 | 43 | 36 | 32 |

### Máximas goleadas
| Fecha                   | Estadio                  | Local    | Resultado | Visitante | Goles                                                                           | Competición      |
| ----------------------- | ------------------------ | -------- | --------- | --------- | ------------------------------------------------------------------------------- | ---------------- |
| 24 de noviembre de 1929 | Pampa y Miñones          | Tigre    | 7-1       | Platense  | Juan Haedo (3), Roberto Santillán (3) y Adolfo Heisinger (T) Antonio Duarte (P) | Primera División |
| 1 de diciembre de 1946  | Manuela Pedraza y Cramer | Platense | 6-0       | Tigre     | Raimundo Sandoval, José Canteli (4) y Pedro Gallina (P)                         | Primera División |

### Futbolistas que jugaron en ambas instituciones
| - Patricio Abraham - Ernesto Albarracín - Antonio Báez - Federico Barrionuevo - Ricardo Bazo - Oscar Bermúdez - Pedro Boide - Reinaldo Borlenghi - Rodolfo Bruzzone - Jorge Caballero - José María Cafaro - Osvaldo Caligiuri - Juan Carlos Campos - Ignacio Canuto - Elvio Capdevila - Darío Capogrosso - Adolfo Capurro - Javier Carrasco - Agustín Cattaneo - Héctor Cerioni - Rubén Checchia - Maximiliano Cincunegui - Doroteo Cívico - Enrique Colliard - Norberto Consistre - Eduardo Curia - José Delfino - Facundo Diz - Valentín Domínguez - Héctor Escalante - Osvaldo Escudero - Juan Esperón - Félix Etchegaray - Norberto Ferrari - Jorge Francini - José Ghersinich | - Walter Gigena - Rolando Girola - César Giulidori - Pablo Goberville - Alberto González - Gastón Grecco - Américo Grieco - Ariel Groothuis - Juan Carlos Haedo - Raúl Hernández - René Herrera - Aldo Herreras - Luis Islas - Adolfo Juárez - Hugo Krebeli - Luciano Krikorian - Fabio Lenguita - Manuel López - Carlos Lovera - Abel Luciatti - Jorge Maldonado - Pablo Mannara - Leonardo Mansuetto - Oscar Medina - Facundo Melivilo - César Monasterio - Oscar Monje - Ángel Montero - Héctor Montes - Luis Moreno - Carlos Moyano - Daniel Muñoz - Luciano Nicotra - Pablo Nieva - José Luis Nolli - Hércules Orio | - Luis María Orlando - Roberto Orlando - Norberto Ortega Sánchez - Marcelo Ortigüela - Adrián Pasceri - Daniel Pavón - Oscar Pérez - Ramiro Pérez - Juan Carlos Piris - Sebastián Pistelli - Andrés Quetglas - Lorenzo Racioppi - Roque Ramos - Norberto Ravecca - Roberto Rigante - Rafael Rímolo - Ramón Roa - Cristian Ruffini - Francisco Russo - Oscar Sánchez - Raimundo Sandoval - Lorenzo Savarro - Gustavo Sever - Gastón Soriano - Juan Carlos Torales - Domingo Trimarchi - Jesús Uría - Pedro Villafañe - Claudio Viscovich - Luis Watfi - Víctor Wolheim - Javier Yacuzzi - José Zaccheo - Luciano Zaidelis |

### Entrenadores que dirigieron en ambas instituciones
- Ricardo Caruso Lombardi
- Juan Carlos Kopriva
- Alberto Pascutti
- Rodolfo Kralj
- René Pontoni
- Oscar Rossi
- Mario Rizzi